# 池田元助
池田 元助（いけだ もとすけ）は、戦国時代から安土桃山時代にかけての武将。池田恒興の長男で輝政の兄。
『寛政重脩諸家譜』では諱が之助（ゆきすけ）となっているが、「元」と「之」の字形の類似による誤写である。
後室の塩川長満の娘は、織田信忠の妻と姉妹で、三法師は外甥にあたる。

## 略歴
幼少より織田信長に仕えた。史料に初めて登場するのは天正6年（1578年）12月の有岡城攻めで、父・恒興と共に倉橋郷の砦に入った。
天正8年（1580年）の荒木村重討伐では父や弟の輝政と共に活躍し、花隈城の戦いで荒木元清を破り、信長からその功績を賞賛されて名馬を賜った。
天正9年（1581年）2月28日、父の名代として輝政と共に馬揃えに摂州衆として参加。以後、父を離れて単独で活動するようになり、池田氏の大将として振る舞う。
同年11月、信長は羽柴秀吉と元助に淡路国侵攻を命じた。元助は岩屋城を包囲し、由良城（由良古城）に籠城する安宅清康のもとに、家臣・伊木忠次と秀吉の腹心・蜂須賀正勝を送って投降を説得し、信長の許可を得たので、淡路勢は降伏して諸城は開城した。元助は清康を従えて安土城に伺候し、所領安堵の許しを得て淡路に帰還した。秀吉撤退後も池田勢が淡路に駐屯した。
天正10年（1582年）、明智光秀の与力衆の1つとして甲州征伐に出征した。続く中国遠征でも明智与力として準備を命じられていたが、6月2日にその光秀が謀反を起こして、本能寺の変で信長が横死する。

6月11日、中国大返しで姫路城に戻った秀吉と会した父・恒興は、次男輝政も秀吉の養子にするという約束をして会盟した。さらに父は剃髪して勝入と号し、これに従って元助は紀伊守の称を継承した。共に秀吉に従って山崎の戦いで明智光秀を破った。
清洲会議により、父は大坂・尼崎・兵庫の12万石を与えられたので、父が大坂に移って、代わりに元助が伊丹城に入り、弟・輝政が尼崎城に入った。
織田家の内紛でも父に従い、織田信雄に属して秀吉の味方となって、天正11年（1583年）の賤ヶ岳の戦いに参戦。父が美濃大垣城主となると、岐阜城主となった。秀吉と信雄の関係が悪化すると、今度は秀吉側につき、天正12年（1584年）、長久手の戦いで三河を奇襲する部隊の一翼を担ったが、4月9日、徳川家康・井伊直政・織田信雄らが率いる軍の要撃を受けて、父や義弟の森長可共々討死した。戦死の地と伝わる場所には「庄九郎塚」が建てられている。

元助の享年26とされるが、『信長公記』では、天正8年（1580年）時点の記述で「元助、照政（輝政）兄弟、共に年齢15、16」とあり、兄弟の年齢差はあまり開いておらず、元助の没年齢は実際には20代前半であった可能性もある。

## 人物
- ルイス・フロイスは『日本史』中で、「非常に有能で思慮深い美濃国主の義弟にあたる若者がいた」と記録し、キリスト教の宗儀・世界の創造などについて説かれると聴聞した事を逐一書き留め、次に教会へ姿を現した際にはその全てを明白に、流暢に、一言一句の間違いなく反復することが出来たために人々はとても驚いたとしている。この美濃国主とは(一色龍興を指す[18]。上記の通り元助は龍興の義弟に当たる。